# دیوارهای اولیان
دیوارهای اولیان (ایتالیایی: Mura aureliane) مجموعه ای از دیوارهای دفاعی شهر که بین سال‌های ۲۷۱ پس از میلاد و ۲۷۵ پس از میلاد در رم،  ایتالیا در زمان سلطنت امپراتور روم اورلیان ساخته شده‌است.